# Брестско македонско благотворително братство
Македонското благотворително братство „Манол Розов“ е организация на бежанците от областта Македония, установили се в никополското село Брест, съществувала от 1932 година. 

## История
Учредителното събрание е проведено на 16 февруари, а в увода на протокола се чете: „Бежанците от поробена Македония, сега настанени в с. Брест, Никополско, събрани днес, разменихме мисли как да наредим и осигурим бъдещото си местожителство..“. В ръководното тяло на братството влизат Никола Досев (председател), Тодор Стойчев Талев (подпредседател), Тодор Николов Атанасов (секретар-касиер) и съветници Васил Евтимов Ганин, Петър Чаев Янев и Иван Митев. В контролната комисия са Никола Петров Драгушков (председател) и членове Владимир Тръпков Васев и Милан Васов Крушков.